# Agonopsis vulsa
Agonopsis vulsa és una espècie de peix pertanyent a la família dels agònids.

## Descripció
- Fa 20 cm de llargària màxima.[6][7]

## Hàbitat
És un peix marí, demersal i de clima temperat (72°N-35°N, 178°W-120°W) que viu entre 0-163 m de fondària.

## Distribució geogràfica
Es troba al Pacífic oriental: des del sud-est d'Alaska fins a Point Loma (sud de Califòrnia, els Estats Units).

## Observacions
És inofensiu per als humans.